# Hemidistonija
Hemidistonija je oblik distonije koji pogađa samo jednu stranu tela. Karakteriše se patološkim pokretima — na levoj nozi, ponekad i levoj ruci i levoj strani lica; ili na desnoj rucu, desnoj nozi i ponekad na desnoj strani lica, koji nastaju kao posledica strukturne lezije kontralateralnih bazalnih ganglija ili talamusa. Moždani udar, trauma i perinatalna povreda najčeđći su uzroci hemidistonije, koja obično napreduje godinama nakon čega u većini slučajeva dolazi do stabilizacije bolesti.
Reakcija hemidistonije na medicinsku terapiju je uglavnom slaba i često je ograničena sporednim efektima. Međutim, mnogi pacijenti mogu imati koristi od benzodiazepina ili antiholinergičkih lekova. Hirurška intervencija može biti uspešnija, ali rezultati mogu biti prolazni. Talamička ili palidalna duboka stimulacija mozga može biti razumna alternativa leziji.

## Etiopatogeneza
Većina slučajeva hemidistonije uzrokovana je nekim drugim (primarnim) uzrokom, koji može biti:
- moždani udar,
- tumor,[5]
- problemi pri rođenju (cerebralna paraliza),
- povrede glave,
- problem sa krvnim sudovima
- multipla skleroza (MS).

Hemidistonija može nastati kada jedno od gore navedenih stanja izazove oštećenje samo na jednoj  strani mozga (koja je suprotna strani tela od one sa simptomima hemidistonije). Obično su ta oštećenja lokalizovana unutar područja zvanog bazalne ganglije.
Može doći i do značajnog kašnjenja između početka osnovnog stanja i naknadnog razvoja hemidistonije, posebno u slučaju perinatalne i povrede glave. Brzina razvoja zavisi od pojedinačnih karakteristika i može se pojaviti odmah nakon oštećenja bazalnih ganglija ili 7 do 30 dana, pa čak i godinu dana  kasnije. Najduže kašnjenje je između događaja i razvoja hemidistonije javlja se nakon perinatalne povrede i povrede glave.

### Oblici hemidistonije
Stečena, sekundarna ili simptomatska hemidstonija
Nastaje kada jedno od gore navedenih stanja izazove oštećenje unutar područja zvanog bazalne ganglije samo na jednoj  strani mozga (koja je suprotna od strani tela sa simptomima hemidistonije).
Smatra se da je najčešći uzrok stečene, sekundarne ili simptomatske hemidstonije oštećenje mozga nakon moždanog udara,  oštečenja mozga oko rođenja i povreda glave.
Budući da se stečena hemidistonija razvija nakon oštećenja mozga, očekuje se da su simptomi relativno statični. Prvi simptomi su često iznenadni napad slabosti na jednoj strani tijela. Tada se distonija može pojaviti kad se slabost oporavi - ali distonija  nema tendenciju širenja nakon ovog početnog razdoblja.
Idiopatska hemidistonija
Ako ne postoji neko osnovno stanje ili prepoznati okidač za razvoj hemidistonije, takva distonija se naziv idiopatska hemidistonija. U tim slučajevima nije moguće otkriti abnormalnosti niti na jednom ispitivanju/istraživanju mozga, pa je nejasno zašto se distonija pojavila, i zašto je lokalizovana samo na jednoj strani tela.
Za razliku od stečene, idiopatska hemidistonija se može se širiti sporije. Simptomi se mogu proširiti kroz pogođenu stranu tokom prvih nekoliko meseci do godina, nakon čega sledi mogući period stabilizacije.

## Klinička slika
Simptomi koji se kodove bolesti javljaju samo na jednoj strani tela, mogu uključivati:
- Zakrivljeni položaji nogu i ruku.
- Uvrtanje stopala i/ili noge, i/ili ruke.
- Mišićne grčeve  na licu ili ustima što izaziva neobične pokrete i izgled lica.

## Diferencijalna dijagnoza
Dok generalizovana distonija utiče na obe strane tela, hemidistonija pogađa samo jednu stranu tela.
Segmentalna distonija zahvata dva područja tela koja su jedno pored drugog, kao što su mišići lica i vrata; mišićne grupe vrata i nadlaktice.  
Multifokalna distonija zahvata dva ili više nepovezana područja tela, poput kapaka, vrata ili ruku.
Takođe kod segmentalne ili multifokalne distonije noga najčešće nije pogođena, dok je kod hemidistonije noga zahvaćena zajedno sa rukom, a ponekad i licem.

## Terapija
Hemidistonija se leči na sličan način kao i generalizirana distonija - prvenstveno primenom različitih oralnih lekova. Anatiholinergički lek kao što je triheksifenidil često može biti od pomoći u kontroli mišićnih spazama i tremora. Lekovi druge linije mogu uključivati klonazepam (jak mišićni relaksant) ili tetrabenazin (koji pomažu u kontroli tremora i nehotičnog spazma) i baklofen (efikasan mišićni relaksant).  Često neurolozi savetuju kombinovanu primenu lekova. Ovi lekovi mogu imati nuspojave o kojima  treba pacijent da  porazgova sa lekarom.
Injekcije botulinskog toksina mogu biti od pomoći kod ublažavanja simptoma u nekim izolovanim područjima, ali teže je koristiti takve injekcije za lečenje većih područja poput nogu, jer često postoji previše mišića odgovornih za nenormalne pokrete u koje bi trebalo ubrizgati lek. Ubruzgavanje  u svih ovim mišićima nije praktično ni izvodljivo jer se samo jedan broj jedinica toksina botulina može ubrizgati u bilo kojem trenutku. Iz tog razloga, injekcije su ograničene na manja određena područja kao što su lice, ručni zglob, šaka, prsti, gležanj, stopalo, nožni prsti itd.
Operativni zahvat, duboka stimulacija mozga (DBS) , može biti od pomoći u nekim slučajevima, ali je verovatnije je da će on biti prihvatljiviji za idiopatsku hemidistoniju, a ne za stečenu hemidistoniju. Zahvat se zasniva na umetanju finih elektroda u mozak da bi se njima prigušili lažni signali koji izazivaju grčeve mišića. Odabir pacijenata vrši se pažljivo uz opsežno prethodno testiranje kako bi se osiguralo.

## Spoljašnje veze
- „Hemidystonia”. Архивирано из оригинала 23. 11. 2019. г. Приступљено 23. 11. 2019. — The Dystonia Society London (језик: енглески)

|  | Molimo Vas, obratite pažnju na važno upozorenje u vezi sa temama iz oblasti medicine (zdravlja). |